# Запорізька губернія
47°50′24″ пн. ш. 35°11′56″ сх. д. / 47.84° пн. ш. 35.199° сх. д.
Запорі́зька губе́рнія — адміністративно-територіальна одиниця УСРР у 1920–1922 роках. Губернське місто — Запоріжжя (Олександрівськ).
Утворена 16 квітня 1920 року з частини Катеринославської і Таврійської губерній під назвою Олександрівська губернія.
23 березня 1921 року отримала назву Запорізька губернія (за текстом постанови ВУЦВК — Запоріжська).
21 жовтня 1922 року ліквідована, територія увійшла до складу Катеринославської губернії.

## Адміністративний поділ
Станом на грудень 1921 року територія губернії складала 32 048 км² (28 143 кв. верст), населення — 1,288 тис. осіб.
Територіально поділялася на 6 повітів та 130 волостей. 
- Бердянський повіт
- Великотокмацький повіт
- Генічеський повіт
- Гуляйпільський повіт
- Запорізький повіт
- Мелітопольський повіт

## Зображення

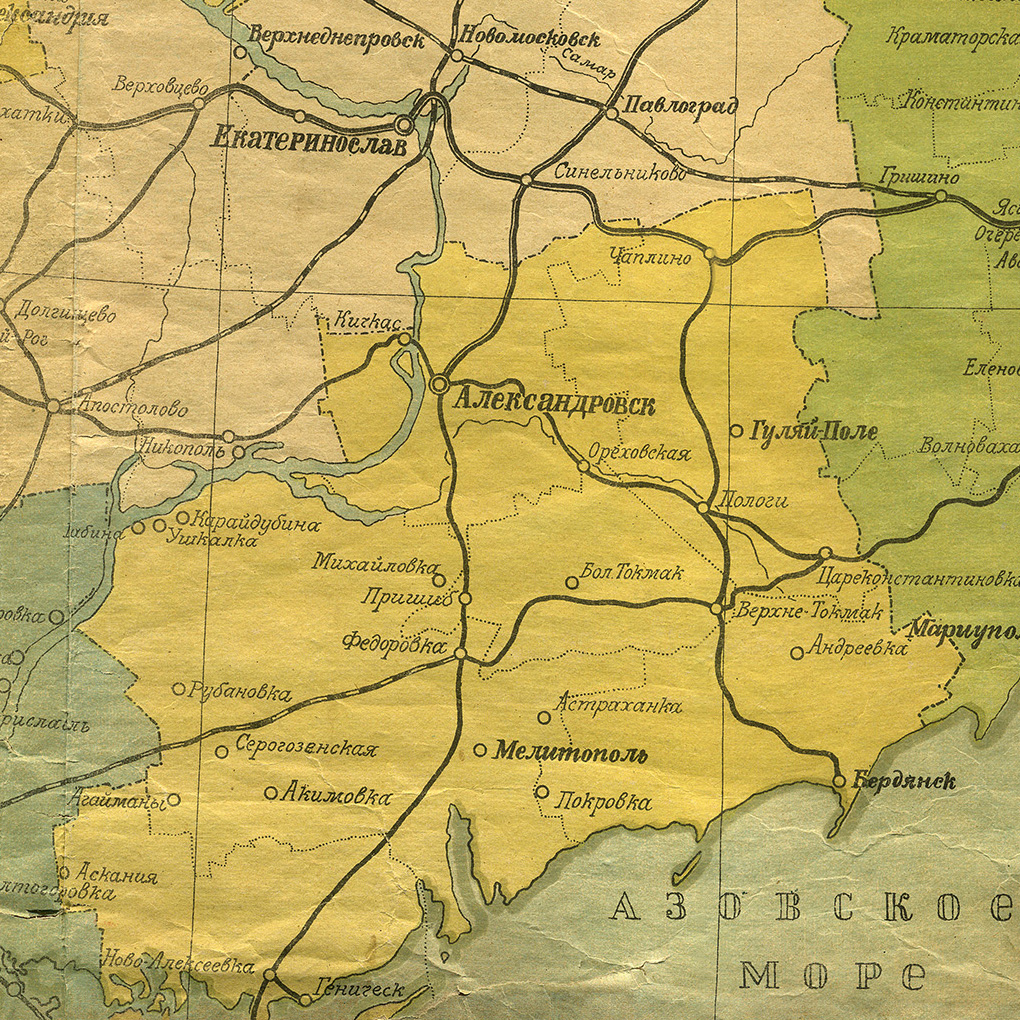
Карта Запорізької губернії, 1921
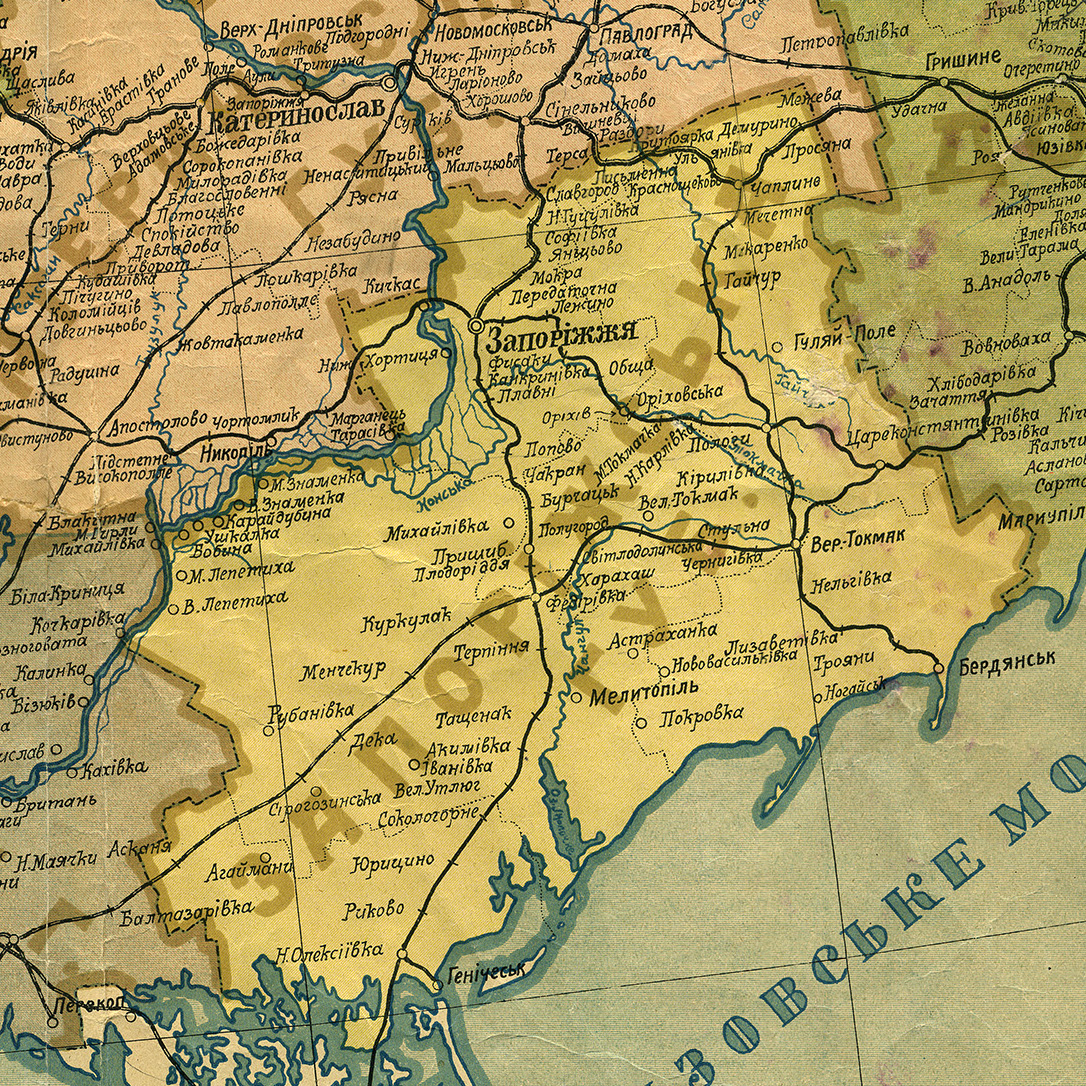
Карта Запорізької губернії, 1922
Карта колишньої Запорізької губернії у складі Катеринославської губернії, 1923

## Посадові особи

### Голови військово-революційного комітету
- Пахомов Микола Іванович (1920—1921)

### Голови губернського виконавчого комітету
- Доброхотов Микола Федорович (1921—.05.1921)
- Пахомов Микола Іванович (.08.1921—.01.1922)
- Сумцов Микола Михайлович (.01.1922—.02.1922)
- Гаврилов Іван Андрійович, в.о. (.02.1922—.03.1922)
- Черв'яков Олександр Іванович (.03.1922—.09.1922)
- Колос Григорій Оксентійович (.10.1922—.12.1922)

### Голови губернського комітетуКП(б)У
- Гуревич Давид Савелійович (.07.1920—1920)
- Пахомов Микола Іванович (.10.1920—1920)
- Новиков Захар Якович (1920—1920)
- Ноготович Яків Григорович (1920—.11.1920)

### Відповідальні секретарі губернського комітетуКП(б)У
- Гуревич Давид Савелійович (1921—.04.1922)
- Гриневич Андрій Володимирович (.04.1922—.12.1922)